# Szermierka na Letnich Igrzyskach Olimpijskich 1960
Szermierka na XVII Letnich Igrzyskach Olimpijskich w Rzymie odbywała się 29 sierpnia - 10 września 1960 roku. Zawody rozgrywano w hali Palazzo dei Congressi. Po raz pierwszy w historii rozegrano floret drużynowy kobiet.

## Klasyfikacja medalowa
| Lp. | Państwo           | złoto | srebro | brąz | Razem |
| --- | ----------------- | ----- | ------ | ---- | ----- |
| 1   | ZSRR              | 3     | 2      | 2    | 7     |
| 2   | Węgry             | 2     | 2      | 0    | 4     |
| 3   | Włochy            | 2     | 1      | 3    | 6     |
| 4   | Niemcy            | 1     | 0      | 1    | 2     |
| 5   | Wielka Brytania   | 0     | 2      | 0    | 2     |
| 6   | Polska            | 0     | 1      | 0    | 1     |
| 7   | Rumunia           | 0     | 0      | 1    | 1     |
| 7   | Stany Zjednoczone | 0     | 0      | 1    | 1     |

## Medaliści

### Mężczyźni
| Złoto | Srebro | Brąz                                                                                                   |
| Floret | | |
| Wiktor Żdanowicz | Jurij Sisikin                                                                                                   | Albert Axelrod                                                                                         |
| ZSRR Wiktor Żdanowicz · Jurij Sisikin · Mark Midler · Gierman Swiesznikow · Jurij Rudow                                 | Włochy Edoardo Mangiarotti · Luigi Carpaneda · Alberto Pellegrino · Mario Curletto · Aldo Aureggi               | Niemcy Jürgen Brecht · Timothäus Gerresheim · Eberhard Mehl · Jürgen Theuerkauff                       |
| Szpada | | |
| Giuseppe Delfino | Allan Jay | Bruno Habārovs                                                                                         |
| Włochy Edoardo Mangiarotti · Giuseppe Delfino · Carlo Pavesi · Alberto Pellegrino · Fiorenzo Marini · Gianluigi Saccaro | Wielka Brytania Allan Jay · Michael Howard · John Pelling · Bill Hoskyns · Raymond Harrison · Michael Alexander | ZSRR Guram Kostawa · Bruno Habārovs · Arnold Czernuszewicz · Walentin Czernikow · Aleksandr Pawłowski  |
| Szabla | | |
| Rudolf Kárpáti | Zoltán Horváth                                                                                                  | Wladimiro Calarese                                                                                     |
| Węgry Aladár Gerevich · Rudolf Kárpáti · Pál Kovács · Zoltán Horváth · Gábor Delneky · Tamás Mendelényi                 | Polska Jerzy Pawłowski · Wojciech Zabłocki · Marian Kuszewski · Ryszard Zub · Andrzej Piątkowski · Emil Ochyra  | Włochy Wladimiro Calarese · Giampaolo Calanchini · Pierluigi Chicca · Mario Ravagnan · Roberto Ferrari |

### Kobiety
| Złoto | Srebro | Brąz |
| Floret | | |
| Heidi Schmid | Walentina Rastworowa                                                                                             | Maria Vicol                                                                                                |
| ZSRR Walentina Rastworowa · Galina Gorochowa · Tatjana Pietrienko · Ludmiła Sziszowa · Walentina Prudskowa · Aleksandra Zabielina | Węgry Ildikó Rejtő · Györgyi Marvalics-Székely · Magdolna Nyári-Kovács · Katalin Juhász · Lídia Dömölky-Sákovics | Włochy Antonella Ragno-Lonzi · Irene Camber · Velleda Cesari · Bruna Colombetti-Peroncini · Claudia Pasini |

## Uczestnicy
W zawodach udział wzięło 344 szermierzy z 42 krajów:

- Argentyna (6)
- Australia (11)
- Austria (9)
- Belgia (15)
- Bułgaria (2)
- Dania (1)
- Egipt (6)
- Finlandia (6)
- Francja (21)
- Hiszpania (11)
- Holandia (5)
- Indonezja (4)
- Irlandia (6)
- Izrael (2)
- Japonia (5)
- Jugosławia (2)
- Kanada (1)
- Kolumbia (2)
- Kuba (1)
- Liban (4)
- Luksemburg (10)
- Meksyk (8)
- Monako (2)
- Maroko (7)
- Niemcy (19)
- Nowa Zelandia (1)
- Norwegia (1)
- Polska (21)
- Portugalia (9)
- Portoryko (1)
- Rumunia (15)
- Szwecja (7)
- Szwajcaria (7)
- Tunezja (4)
- Stany Zjednoczone (21)
- Urugwaj (2)
- Wenezuela (8)
- Węgry (21)
- Wielka Brytania (18)
- Włochy (20)
- Wietnam (1)
- ZSRR (21)